# Zeca (football, 1975)
Pour les articles homonymes, voir Zeca.
José António Gonçalves da Silva, dit Zeca, est un footballeur portugais né le 7 février 1975 à Funchal.

## Biographie
Zeca réalise la majeure partie de sa carrière avec le CS Marítimo, club où il joue de 1992 à 2005.
Avec cette équipe, il joue 216 matchs en première division portugaise, inscrivant 3 buts. Il joue également 9 matchs en Coupe de l'UEFA.

## Carrière
- 1992-2005 :  CS Marítimo
- 2005-2007 :  CD Santa Clara
- 2007-2008 :  CF União